# Порцелянова пагода
Баоень (кит.: 报恩, піньінь: Bàoēn — «що віддає добром»; часто іменується Дабаоень — з приставкою «Великий»: 大 报恩, Dàbàoēn) — буддійський храм в Нанкіні, який не зберігся до наших днів. Храм будувався з 1412 по 1422 роки, коли Нанкін був столицею китайської династії Мін, силами понад 100 тисяч солдатів і робітників під прямою вказівкою імператора Чжу Ді.
За часів династії Мін він був одним з трьох знаменитих храмів міста, поряд з Тяньцзе і Лінгу.
Восьмигранна 78-метрова пагода храму — так звана Порцелянова вежа — протягом кількох століть була архітектурною домінантою Нанкіна. Була складена за проектом імператора Юнле з білої «порцелянової» цегли. Європейські мандрівники описували вежу як одне з головних див Китаю.
У 1801 ударом блискавки були знищені три верхніх яруси, але незабаром башта була відновлена.
У 1856 споруду було знесено тайпінами, що прагнули не допустити її використання ворогом як спостережного пункту.

## Галерея

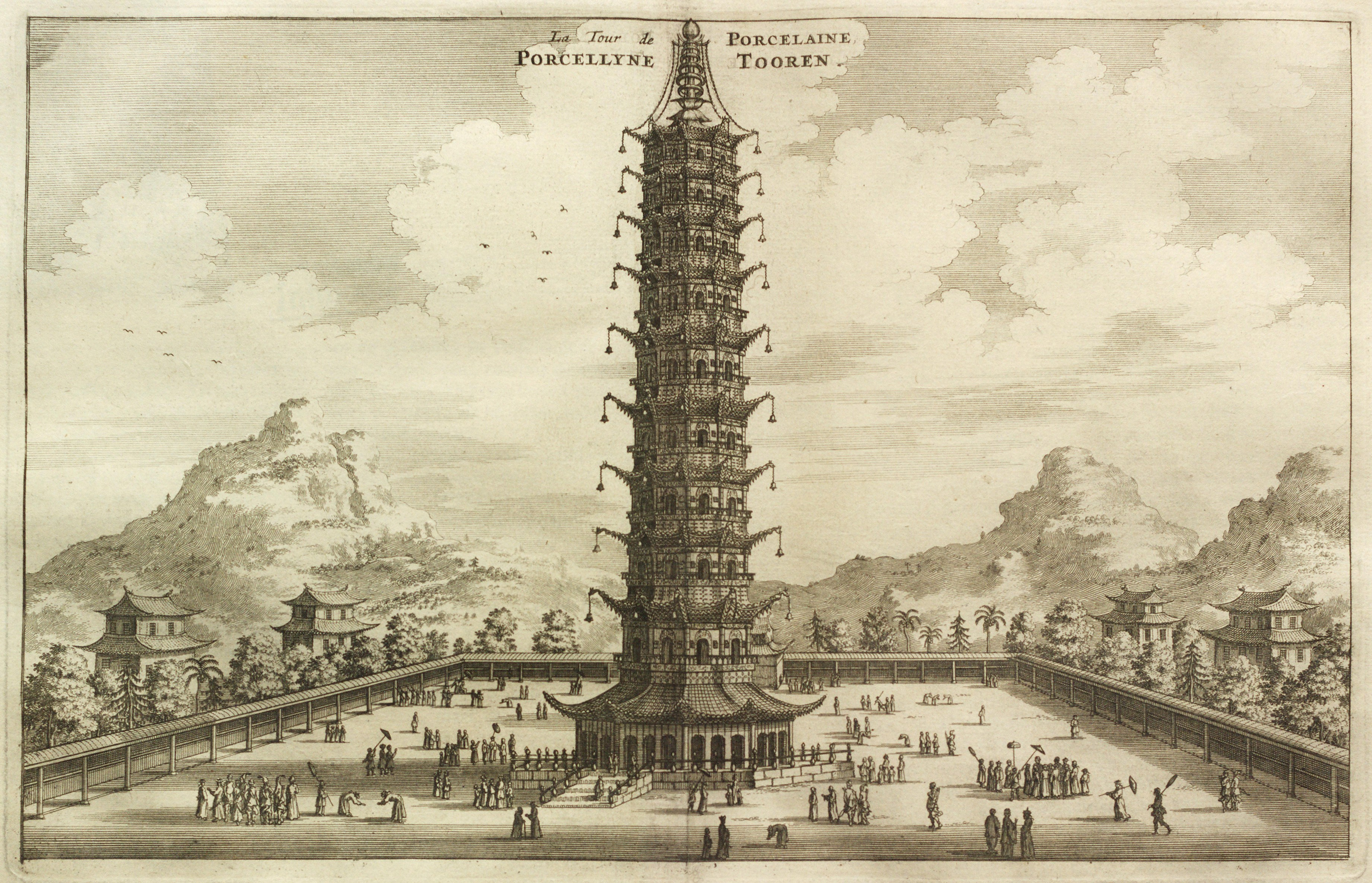
Раннє європейське зображення. З посольства Ост-Індської компанії. Йохан Ньойхоф, 1665
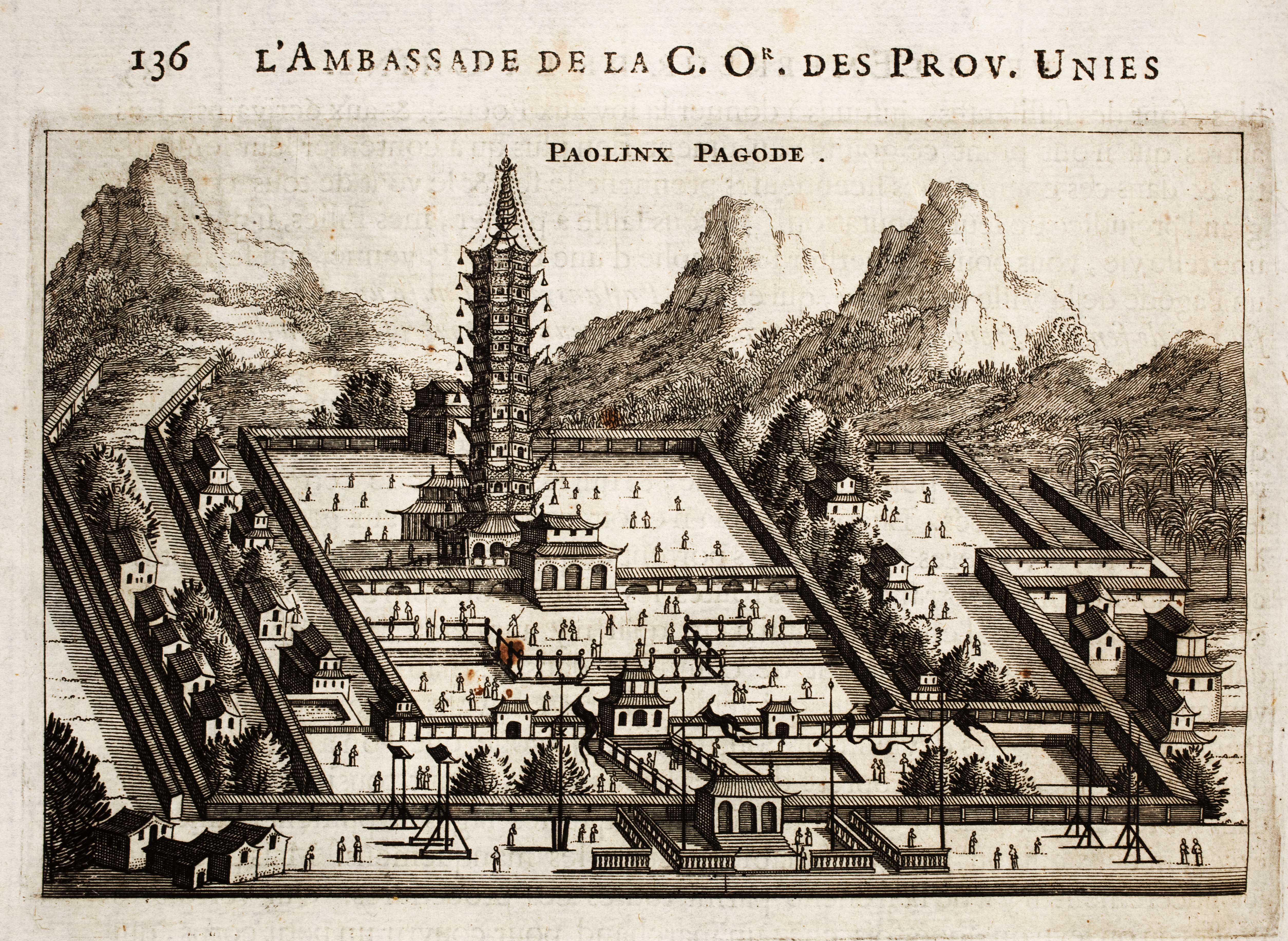
Раннє європейське зображення. З посольства Ост-Індської компанії. Йохан Ньойхоф, 1665
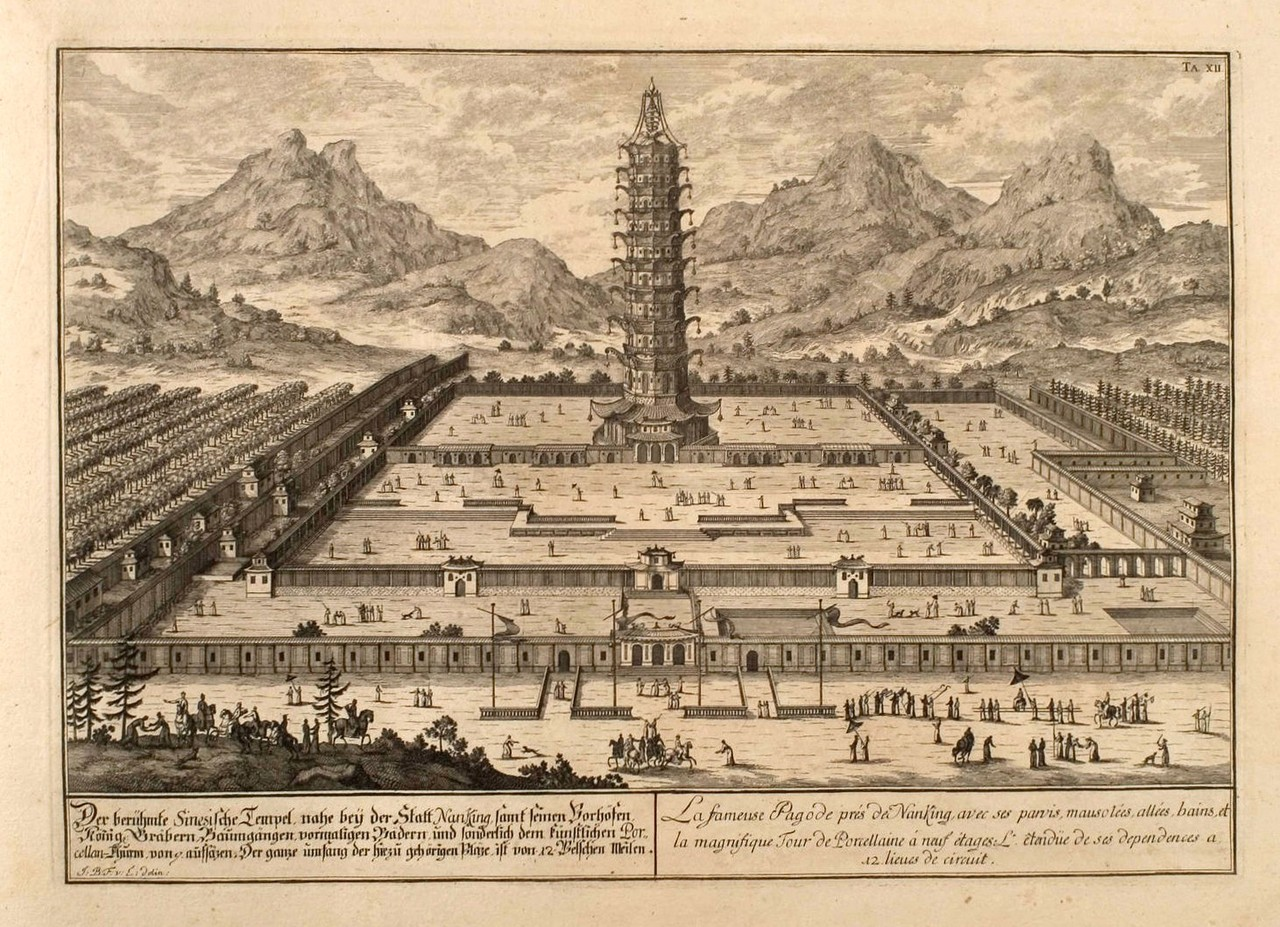
Ілюстрація з австрійського архітектурного атласу Фішера фон Ерлаха (1721)
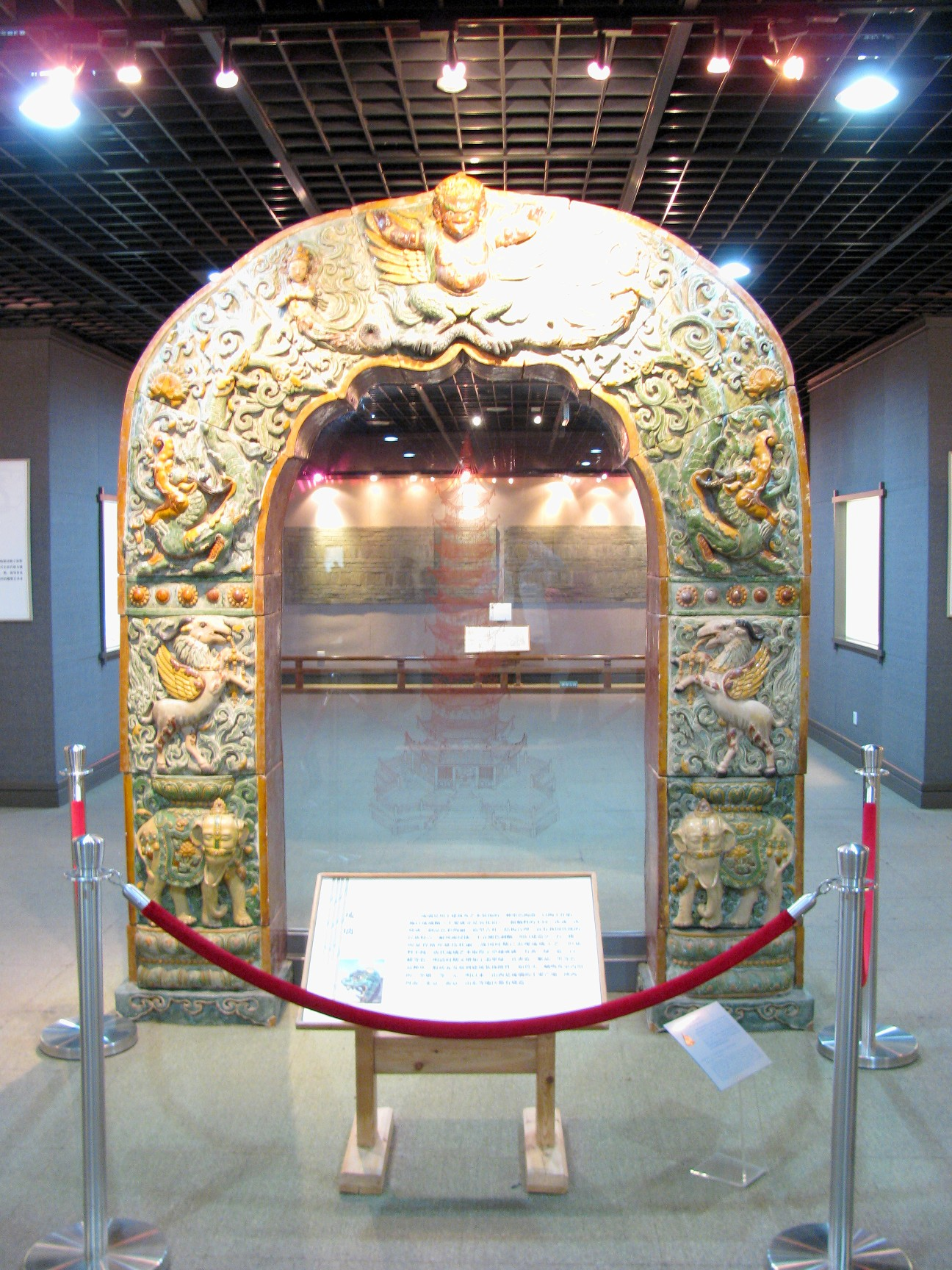
Деталь пагоди, в Нанкінському музеї